# Boks na Igrzyskach Ameryki Środkowej i Karaibów 1993
Boks na Igrzyskach Ameryki Środkowej i Karaibów 1993 – jedna z dyscyplin sportowych rozgrywana na Igrzyskach Ameryki Środkowej i Karaibów 1993 w portorykańskim mieście Ponce. Zawodnicy rywalizowali w jedenastu kategoriach wagowych, a zawody w trwały od 29 listopada do 6 grudnia. 

## Medaliści
| Kategoria wagowa                  | Złoto                 | Srebro                | Brąz                             |
| Waga papierowa (- 48 kg.)         | Joan Guzmán           | José Laureano         | Ronald de la Rosa Carlos Campos  |
| Waga musza (- 51 kg.)             | Manuel Mantilla       | Eidy Moya             | Johnny Nolasco Manuel Rivera     |
| Waga kogucia (- 54 kg.)           | Daniel Regalado       | Alexander Trujillo    | Gairy St.Clair Wilson Peña       |
| Waga piórkowa (- 57 kg.)          | Enrique Carrion       | Armando Pérez         | Hugo Lewis David Sevilla         |
| Waga lekka (- 60 kg.)             | Mario Kindelan        | Juan Gómez            | Marvin Simon Fernando Colmenares |
| Waga lekkopółśrednia (- 63,5 kg.) | Héctor Vinent         | Rogelio Martínez      | Carlos Saenz Albertano Caballero |
| Waga półśrednia (- 67 kg.)        | Juan Hernández Sierra | Ener Julio            | Amador Acevedo Christopher Henry |
| Waga lekkośrednia (- 71 kg.)      | Juan Carlos Lemus     | Alberto Zorilla       | Ernest Barnes Jorge Quiñónes     |
| Waga średnia (- 75 kg.)           | Ariel Hernández       | John Marvin Penniston | Carlos López Joel Duncan         |
| Waga półciężka (- 81 kg.)         | Dihosvany Vega        | Juan Charles Giménez  | Mariano Marquez Manuel Verde     |
| Waga ciężka (- 91 kg.)            | Félix Savón           | Edgardo Santos        | Prince Wilks Julian Skeete       |
| Waga superciężka (+ 91 kg.)       | Roberto Balado        | Romulo Suarez         | Terrence Poole Aníbal Gonzalez   |